# Campeonato Mundial de Ciclismo em Estrada de 1937
Os Campeonatos do mundo de ciclismo em estrada de 1937 celebrou-se na localidade dinamarquesa de Copenhaga a 6 de setembro de 1937.

## Resultados
| Event                      | Ouro                      | Ouro       | Prata                      | Prata | Bronze            | Bronze |
| -------------------------- | ------------------------- | ---------- | -------------------------- | ----- | ----------------- | ------ |
| Provas masculinas          |                           |            |                            |       |                   |        |
| Homens - carreira em linha | Eloi Meulenberg · Bélgica | 7h 59' 48" | Emil Kijewski              | m.t.  | Paul Egli · Suíça | m.t.   |
| Amador - carreira em linha | Adolfo Leoni              | 5h 48' 20" | Frode Sørensen · Dinamarca | m.t.  | Fritz Scheller    | m.t.   |